# Salmanassar II

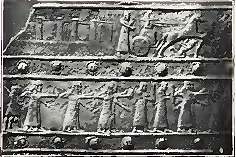
Fragment del revestiment de bronze les portes originals del Palau de Salmanassar II.

Salmanassar II o Salmānu-ašarēd II va ser rei d'Assíria potser de l'any 1031 aC al 1019 aC. Segons la Llista dels reis d'Assíria va regnar uns dotze anys.
Era fill d'Assurnasirpal I al que va succeir a la seva mort, potser el 1031 aC. Del seu regnat no se'n sap gairebé res encara que es pot suposar que les lluites contra els nòmades akhlamu a la part occidental i contra rebels diversos sobretot a la regió al nord i a l'est del Tigris, van continuar.
Va morir suposadament l'any 1019 aC i el va succeir el seu fill Aixurnirari IV.